# 卢海涛
卢海涛，中国作家。2012年11月卢海涛和妻子杨兰以观光为名到达台湾，其后在美国政府协助下前往美国。卢海涛曾多次到山东东师古村探望当时被囚禁在家的盲人维权人士陈光诚，也曾与网友在北京探访遭当局软禁的刘晓波妻子刘霞和人权活动家胡佳。
著作
- 《当兵的日子》
- 《修炼》
- 《规矩》
- 《写手》